# VShojo
VShojo（ヴィショージョ）は、かつて存在していたアメリカ合衆国のバーチャルYouTuberタレントエージェンシー。

## 概要
2020年11月24日に、アメリカ合衆国と西洋世界に拠点を置く、初めてのVTuberタレントエージェンシーの一つとして公開された。Twitch創設に関わり、フォーブス30アンダー30に選出されたジャスティン・イグナシオと、「MowtenDoo」の名義による音MADの制作で知られているフィリップ・フォーテュナトによって設立された。オフィシャルアートは過去TSCRが担当していたが、現在はakAgiが担当している。
アイアンマウスを始めとした英語話者のメンバーが多く所属している他、2022年には日本法人が設立されksonと飴宮なずなが加入（なずなは翌年契約を終了）、翌年にはへにゃも加入するなど、日本語話者の採用も始めた。メンバーの多くが英語を使用していることから、英語圏を対象としたバーチャルYouTuberを起用して好成績を収めたホロライブプロダクションの競合他社と見なされている。メンバーはTwitch、YouTube、Twitterなどで活動する。
2025年7月25日に、資金難を理由に事務所を閉鎖した。その際、アイアンマウスから免疫不全財団に寄付する予定で渡されていた寄付金50万ドルの着服を認めている。

## 所属していたタレント
| 名前                                 | VShojoデビュー | 脱退日        | 備考                   |
| ------------------------------------ | -------------- | ------------- | ---------------------- |
| ニャンナーズ Nyatasha Nyanners       | 2020年11月24日 | 2023年5月1日  |                        |
| シルバーベイル Silvervale            | 2020年11月24日 | 2023年4月26日 |                        |
| ヴェイベ Veibae                      | 2021年4月9日   | 2023年4月26日 |                        |
| マタラ・カン Matara Kan              | 2023年10月16日 | 2025年5月5日  |                        |
| ギーガ GEEGA                         | 2023年9月4日   | 2025年6月27日 |                        |
| ゼントレヤ Zentreya                  | 2020年11月24日 | 2025年7月11日 |                        |
| アイアンマウス Ironmouse             | 2020年11月24日 | 2025年7月22日 |                        |
| プロジェクト メロディ Projekt Melody | 2020年11月24日 | 2025年7月22日 |                        |
| 黒紅 Kuro Kurenai（K9 KURO）         | 2023年10月1日  | 2025年7月22日 | 初の男性所属者         |
| ヒメ・ハジメ Hime Hajime             | 2021年1月30日  | 2025年7月23日 |                        |
| ハルカ・カリブ Haruka Karibu         | 2022年12月4日  | 2025年7月23日 |                        |
| ミチ・モチヴィ Michi Mochievee       | 2024年4月21日  | 2025年7月23日 |                        |
| アマリー AmaLee（Monarch）           | 2025年1月27日  | 2025年7月23日 | 歌手・声優としても活動 |
| アプリコット Apricot（Froot）        | 2020年11月27日 | 2025年7月25日 |                        |

| 名前                                    | VShojoデビュー | 脱退日         | 備考           |
| --------------------------------------- | -------------- | -------------- | -------------- |
| 飴宮なずな あめみや なずな              | 2022年7月17日  | 2023年12月31日 |                |
| kson ケイソン                           | 2022年7月17日  | 2025年7月22日  |                |
| へにゃ・ざ・じーにあす Henya the genius | 2023年5月14日  | 2025年7月23日  |                |
| 暁月ホタル あかつき ほたる              | 2024年11月22日 | 2025年7月23日  | VShojoNOVA所属 |
| ヘスティアハピネス Hestia Happiness     | 2024年11月22日 | 2025年7月23日  | VShojoNOVA所属 |
| 柚鳥ペケ ゆとり ぺけ                    | 2024年11月23日 | 2025年7月23日  | VShojoNOVA所属 |
| 陵本なぎ おかもと なぎ                  | 2024年11月23日 | 2025年7月23日  | VShojoNOVA所属 |

## 不祥事
2021年、ホロライブENの小鳥遊キアラと、当時VShojoに所属していたヴェイベ、Nyatasha Nyannersでコラボが計画されていたが、ヴェイベが個人配信者時代、元ホロライブ5期生の魔乃アロエの卒業に関してホロライブに批判的なコメントを発していたことを掘り返され、計画は中止になっている。
2025年7月22日、アイアンマウスはVShojoからの脱退を発表。それと同時に、配信で稼いだ自身の収益約50万ドルをチャリティー団体『免疫不全財団』（英語: Immune Deficiency Foundation）に寄付するようにVShojoに依頼したが、1年以上支払いが履行されていないことを告発し、VShojoへの法的手続きが進んでいることを明かした。アイアンマウスの告発を受け、ksonも同日行われた配信の中でVShojoからの脱退を表明。2024年9月以降、VShojoから計数千万円規模の報酬が支払われず、グッズ発送の遅延・不備等があったことを告発。同配信にはVShojo Japan CEOの牧野耕志も出演し、アイアンマウスの告発数週間前に寄付金未払いを知り、牧野が出来る対応が限られていたことやアイアンマウスの寄付金がVShojo本社の運転資金に回されていたと内情を明かした。その後、7月23日までにアプリコット以外の全メンバーがVShojoからの脱退を発表した。最終的に25日、VShojo公式は寄付金の着服を認め、資金難を理由に事務所を閉鎖することとなった。

## 受賞とノミネート
| 年   | 賞             | 部門                                       | 結果       | 備考                 |
| ---- | -------------- | ------------------------------------------ | ---------- | -------------------- |
| 2023 | ストリーマー賞 | Best Content Organization                  | ノミネート | [ 31 ]               |
| 2023 | VTuber賞       | Best Vtuber Org                            | ノミネート | [ 32 ] [ 33 ] [ 34 ] |
| 2023 | VTuber賞       | Best Concert Event （Candy Pop Explosion） | ノミネート | [ 32 ] [ 33 ] [ 34 ] |
| 2024 | ストリーマー賞 | Best Content Organization                  | ノミネート | [ 35 ]               |
| 2024 | VTuber賞       | Best Vtuber Organization                   | ノミネート | [ 36 ] [ 37 ]        |